# 카멜리아 조르다나
카멜리아 조르다나(Camélia Jordana, 1992년 9월 15일 ~ )는 프랑스의 가수, 배우이다. 프랑스의 경연 프로그램 《누벨 스타》 시즌 7에 출연해 이름을 알렸으며 최종 3위를 했다. 영화 《르 브리오》를 통해 제43회 세자르상 신인여우상을 수상했다.

## 음반 목록
- Camélia Jordana (2010)
- Dans la peau (2014)
- LOST (2018)
- facile x fragile (2021)
- Sorøre (2021; 아멜 방 & 비타와 합작)

## 출연 작품
- 큐리오사 (2019) - 조흐라 역